# 江ノ島ベイビィラジオ
『江ノ島ベイビィラジオ』（えのしまベイビィラジオ）は、ドラマCD作品『江ノ島ベイビィ』の関連番組として2006年8月5日から12月2日まで配信されたインターネットラジオ番組。全9回。
パーソナリティは、阪田佳代（山崎葉月役）と門脇舞（現・門脇舞以。吉野拓海役）。

## 番組概要
- 放送期間：2006年8月5日〜12月2日（全9回）
- 配信サイト：江ノ島ベイビィ 公式サイト
- 配信方式：ポッドキャスト、MP3形式ファイル配布
- 配信日：隔週土曜日

## ゲスト
- 第2・3回 後藤邑子（鶴川雪野役）
- 第4・5回 水橋かおり（柿生みさ役）
- 第7回 沢村奈唯（原作者）

## 内容
キャラクター同士の語りから始まり、パーソナリティ（とゲスト）のトーク（「フツバナ」）、ラジオドラマ、お知らせと続く。
「フツバナ」：“普通の話”より命名。箱からお題を引き、パーソナリティとゲストがトークする。お題の入れられた箱は、門脇により「江ノ島の海底3000mの古代遺跡より掘り出されたロストテクノロジーを程よく詰め込んだこの番組の運命を左右する箱」「某観光地に置いてある顔の口に手を入れたときのように嘘吐きが手を入れると噛み付かれる」「10分の1の確率で、未知の地球外生物が入っている」などと紹介されたが、のちに後藤によってAmazonの梱包箱に酷似していることが明かされた。
なお、門脇はRADIOアニメロミックスのコーナーで、秘密の箱の中身を当てるシチュエーションを体験したことがある。
第6回では、「江ノ島横断スーパーウルトラクイズ」が実施された。
内容は、自称「江ノ島クイーン」門脇と挑戦者阪田が豪華賞品をかけて全5回戦の三択クイズで対決するというもの。クイズの内容は江ノ島に関係する様々なトリビアの様なものだが、かなりマニアックな問題となっており二人とも回答に苦しんだ。4対2で阪田が勝利し、藤沢市住民異動届と江ノ電オルゴールを獲得した。
第9回では、「めざせ江ノ島クイーン奪還!! 江ノ島うろ覚えイラストバトル!!!」が実施された。
「江ノ島クイーン」の座を奪われた門脇が企画したもので、江ノ島に関係あるもの（「江ノ電」、「江ノ島」、「鎌倉大仏」）をお題として全3回戦のお絵描き対決を行った。2対1で阪田が再び勝利し、ミニチュア大仏と江ノ電カレンダー（2007年版）を獲得した。このときに描かれたイラストは、公式サイトで見ることができる。